# Guerra de consolas
En la industria de los videojuegos, una guerra de consolas describe la competencia entre dos o más fabricantes de consolas de videojuegos para tratar de lograr mejores ventas al consumidor a través de tecnología de consola más avanzada, una mejor selección de videojuegos y marketing general en torno a sus consolas. Si bien los fabricantes de consolas generalmente siempre intentan superar a otros fabricantes en ventas, estas guerras de consolas recurren a tácticas más directas para comparar sus ofertas directamente con las de sus competidores o menospreciar a la competencia en contraste con la suya propia y, por lo tanto, los esfuerzos de marketing han tendido a escalar en empujones de ida y vuelta.
Si bien ha habido muchas guerras de consolas hasta la fecha, el término se hizo popular entre Sega y Nintendo a finales de los 80 y principios de los 90, cuando Sega intentó irrumpir en el mercado de videojuegos de Estados Unidos con su consola Mega Drive. A través de un novedoso enfoque de marketing y hardware mejorado, Sega había podido hacerse con la mayor parte del mercado de consolas de videojuegos en 1991, tres años después del lanzamiento de Genesis. Esto provocó una competencia de ida y vuelta entre las dos empresas a principios de la década de 1990. Sin embargo, Nintendo finalmente recuperó su participación de mercado y Sega dejó de fabricar hardware para consolas domésticas en 2001.

## Antecedentes y etimología
El mercado de las consolas de videojuegos comenzó en 1972 con el lanzamiento de la primera consola doméstica, la Magnavox Odyssey. A medida que más fabricantes ingresaron al mercado y la tecnología mejoró, el mercado comenzó a fusionarse en torno al concepto de generaciones de consolas, grupos de consolas con especificaciones técnicas similares que competían en el mercado de consumo. Desde 1972, ha habido nueve generaciones de consolas de este tipo, con dos o tres fabricantes dominantes controlando el mercado como un oligopolio.
Como ocurre con la mayoría de las industrias sin un solo líder dominante, los fabricantes de consolas han comercializado sus productos de manera que los destaquen de una manera más favorable en comparación con los de sus competidores, o para centrarse en características de las que sus competidores pueden carecer, a menudo de manera agresiva. Por ejemplo, los fabricantes de consolas en las décadas de 1980 y 1990 dependían en gran medida del tamaño de palabra de la unidad central de procesamiento, enfatizando que los juegos tenían mejores capacidades con procesadores de 16 bits que con los de 8 bits. Este tipo de marketing agresivo llevó a los periodistas de videojuegos a llamar al marketing competitivo una «guerra» o «batalla» ya en agosto de 1988. A medida que surgía cada nueva generación de consolas con nuevos enfoques de marketing, los periodistas y los consumidores continuaron usando variaciones del lenguaje de «guerra», incluidas «guerras de sistemas» y «guerras de consolas». A principios de la década de 2000, el término «guerras de consolas» se usaba más comúnmente para describir una acalorada competencia entre fabricantes de consolas dentro de cualquier generación.

## Sega contra Nintendo
Si bien no es la única guerra de consolas, la rivalidad entre Sega y Nintendo por el dominio del mercado norteamericano de videojuegos a finales de los 80 y principios de los 90 es generalmente el ejemplo más visible de una guerra de consolas. Estableció el uso de tácticas agresivas de marketing y publicidad por parte de cada empresa para intentar hacerse con el control del mercado, y terminó alrededor de 1995 cuando un nuevo jugador, Sony, entró e irrumpió en el espacio de las consolas.

### Fondo
La industria de los videojuegos de Estados Unidos sufrió una grave caída del mercado en 1983 debido a numerosos factores que llevaron a una mayor recesión del mercado y a una creciente popularidad de las computadoras personales como plataforma de videojuegos. Un factor clave que contribuyó al colapso fue la pérdida del control de publicación de los juegos de consola. El éxito inicial de algunos de los primeros desarrolladores externos, como Activision, para la consola Atari VCS llevó a que los capitalistas de riesgo trajeran equipos de programadores sin experiencia para tratar de lograr el mismo éxito, pero sólo lograron inundar el mercado con juegos de mala calidad, lo que volvió difícil vender juegos de buena calidad. La caída de los videojuegos afectó a otros factores de la industria que ya estaban en declive, como las salas de videojuegos.
En Japón, Nintendo había lanzado su consola Famicom (Family Computer) en 1983, una de las primeras consolas de tercera generación o generación de «8 bits». Japón no contaba con un sistema de desarrollo de terceros similar y Nintendo mantuvo el control sobre la fabricación de cartuchos de juegos para Famicom utilizando un modelo de licencia para limitar los juegos de terceros que se publicaban en él. La Famicom se lanzó con un fallo técnico que Nintendo se apresuró a solucionar, pero a finales de 1984, la Famicom era la consola más vendida en Japón. Nintendo buscó lanzar la unidad en los Estados Unidos, pero reconoció que el mercado todavía estaba luchando por la crisis de 1983. Nintendo tomó varias medidas para rediseñar Famicom antes de su lanzamiento en Estados Unidos. Se hizo para que pareciera una unidad de videograbadora en lugar de una consola, y se le dio el nombre de «Nintendo Entertainment System» para distanciarla de ser una consola de videojuegos. Además, Nintendo agregó un sistema de bloqueo especial de 10NES que funcionaba como un sistema de bloqueo y llave con cartuchos de juego para evitar aún más la publicación de juegos no autorizados para el sistema y evitar la pérdida de control de publicación que había causado el colapso de 1983. La NES revitalizó la industria de los videojuegos de EE. UU. y estableció a Nintendo como el nombre dominante en consolas de videojuegos sobre Atari. En ventas de toda la vida, la NES había vendido casi 62 millones de unidades en todo el mundo, con 34 millones en América del Norte.

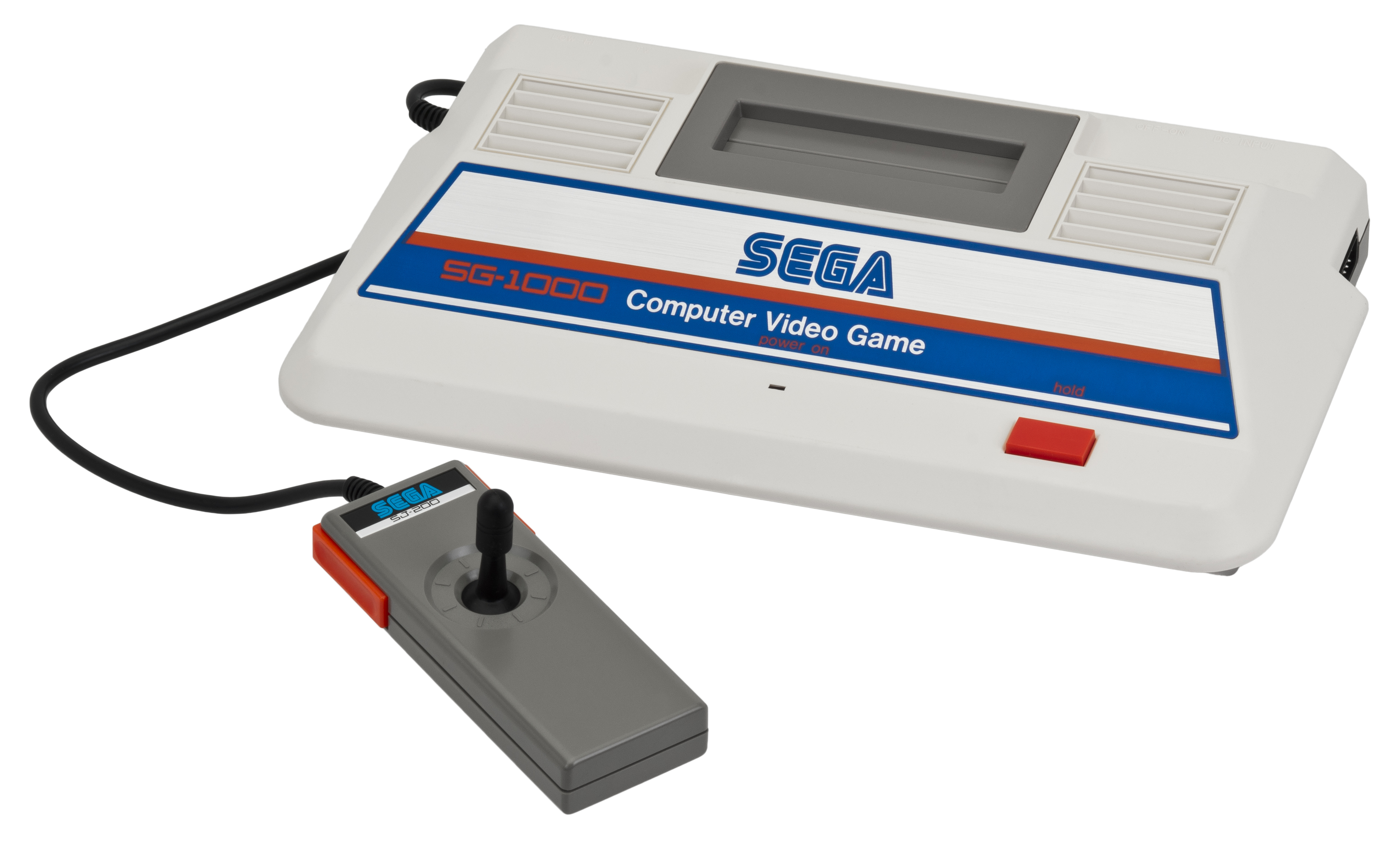
La consola Sega SG-1000

Al mismo tiempo, Sega también buscaba ingresar a la industria de las consolas de videojuegos, ya que había sido un exitoso fabricante de juegos de arcade, pero debido a la desaceleración del negocio de los juegos de arcade, buscó utilizar esa experiencia para el mercado interno. Lanzaron la consola SG-1000 en Japón el mismo día que la Famicom en 1983, pero vendieron sólo 160.000 unidades de la SG-1000 en su primer año.
Sega rediseñó el SG-1000 dos veces para intentar construir un sistema que desafiara el dominio de Nintendo; El SG-1000 Mark II siguió siendo compatible con el SG-1000 pero no logró obtener más ventas. La siguiente versión, la Sega Mark III, se lanzó en 1985, utilizando el hardware arcade de Sega en sus partes internas para proporcionar gráficos más refinados. La consola era un poco más poderosa que la Famicom, y el marketing de Sega intentó impulsar los gráficos más avanzados que ofrecía su sistema sobre la Famicom. Sin embargo, Sega descubrió que Nintendo también había contratado a otros desarrolladores para desarrollar solo sus juegos exclusivos para Famicom, y Sega se vio obligada a desarrollar sus propios títulos o a portar los juegos de los otros desarrolladores, limitando el tamaño de la biblioteca del Mark III en Japón. Sega intentó seguir a Nintendo con el lanzamiento mundial del Mark III, rebautizado como Master System. Master System se lanzó en los Estados Unidos en 1986, pero Nintendo tenía prácticas de licencia similares en los EE. UU. para mantener a los desarrolladores exclusivos de la NES, limitando la biblioteca de juegos que Sega podía ofrecer y también para garantizar que no se produjera otra caída del juego. No empieces. Además, el distribuidor externo de Sega, la empresa de juguetes Tonka, optó por no localizar varios de los juegos japoneses que Sega había creado, limitando aún más la biblioteca de juegos que Sega podía ofrecer en los EE. UU. Sólo se vendieron un total estimado de dos millones de sistemas.

### Entrando al mercado de Estados Unidos
La cuarta generación de consolas de videojuegos comenzó con el lanzamiento de PC Engine de NEC en 1987 en Japón. Si bien PC Engine usaba una CPU de 8 bits, incluía componentes de representación gráfica de 16 bits, y NEC la comercializó en gran medida como una consola de juegos de 16 bits para distinguirla de Famicom y Mark III; Cuando NEC llevó el PC Engine a todo el mundo, lo rebautizaron como «TurboGrafx-16» para enfatizar esto. Después del lanzamiento del TurboGrafx-16, el uso de la designación de bits se hizo popular, lo que llevó a los fabricantes a centrar su publicidad en gran medida en la cantidad de bits en un sistema de consola para las siguientes dos generaciones de consolas.
NEC era otro competidor de Sega y Nintendo. Siguiendo un camino similar al que habían seguido para el Mark III, Sega utilizó su tecnología de juegos arcade, ahora usando placas de procesador de 16 bits, y las adaptó a una consola doméstica, lanzada en Japón en octubre de 1988 como Mega Drive. En comparación con sus consolas anteriores, la Mega Drive fue diseñada para tener un aspecto más maduro y menos parecido a un juguete en comparación con la Famicom para atraer a un grupo demográfico de jugadores de mayor edad, y «16 bits» estaba estampado en la carcasa de la consola para enfatizar esta característica. Si bien el sistema fue recibido positivamente por revistas de juegos como Famitsu, se vio eclipsado por el lanzamiento una semana antes de Super Mario Bros. 3 para Famicom.
Al igual que con Master System, Sega también planeó un importante impulso de Mega Drive en los Estados Unidos para desafiar el dominio de Nintendo entre otros mercados, con la unidad rebautizada como Sega Genesis. Sega no estaba satisfecha con el manejo de Tonka del Master System y por eso buscó un nuevo socio a través de Atari Corporation liderada por Jack Tramiel. Tramiel se mostró optimista sobre el Génesis debido a su costo y rechazó la oferta, enfocándose más en las ofertas de computadoras de la compañía. En cambio, Sega utilizó su sucursal inactiva Sega of America para realizar un lanzamiento limitado de la consola en agosto de 1989 en los mercados de prueba de la ciudad de Nueva York y Los Ángeles, con su sistema de lanzamiento incluido con el port del juego arcade Altered Beast.
En octubre de 1989, la compañía nombró al expresidente de la División Electrónica de Entretenimiento de Atari, Michael Katz, como director ejecutivo de Sega of America para implementar una estrategia de marketing para impulsar a nivel nacional el Génesis con un objetivo de vender un millón de consolas. Katz utilizó una estrategia doble para desafiar a Nintendo. El primero fue enfatizar las capacidades arcade de Genesis con las capacidades de juegos como Altered Beast en comparación con los gráficos más simples de 8 bits de NES, e idear lemas como «Genesis hace lo que Nintendo no». Katz también observó que Nintendo todavía tenía la mayoría de los derechos de los puertos de juegos arcade para NES, por lo que la segunda parte de su estrategia fue trabajar con la sede japonesa de Sega para pagar a celebridades por sus derechos de nombre para juegos como Pat Riley Basketball, Arnold Palmer Tournament Golf, Joe Montana Football y Michael Jackson's Moonwalker.
La mayoría de estos juegos fueron desarrollados por los programadores japoneses de Sega, aunque en particular, Joe Montana Football había sido desarrollado originalmente por Mediagenic, el nuevo nombre de Activision después de que se involucrara más en la publicación y el desarrollo de aplicaciones comerciales junto con los juegos. Mediagenic había iniciado un partido de fútbol que Katz quería poner bajo el nombre de Joe Montana, pero sin que Katz lo supiera en ese momento, el juego solo se terminó parcialmente debido a conflictos internos en Mediagenic. Una vez cerrado el trato y Katz se enteró, llevó el juego a Electronic Arts. Electronic Arts ya se había convertido en una fuerza importante en la industria, ya que habían podido realizar ingeniería inversa en el formato del cartucho tanto para NES como para Genesis, aunque el director ejecutivo de Electronic Arts, Trip Hawkins, consideró que era mejor para la empresa desarrollar para Genesis. Electronic Arts utilizó sus conocimientos de ingeniería inversa como parte de sus negociaciones con Sega para conseguir un contrato de licencia más libre para desarrollar abiertamente el Génesis, lo que resultó beneficioso para ambas empresas. En el momento en que Katz consiguió Joe Montana football de Mediagenic, Electronic Arts estaba trabajando en su serie John Madden Football para ordenadores personales. Electronic Arts pudo ayudar a hacer realidad Joe Montana Football, más como un título arcade en comparación con el estratégico John Madden Football, además de hacer realidad John Madden Football como un título de Genesis.

### El segundo empujón en 1991
Como cuando empujas a tu hermana por las escaleras. El Génesis todavía luchaba en los Estados Unidos contra Nintendo, y sólo vendió alrededor de 500.000 unidades a mediados de 1990. Nintendo había lanzado Super Mario Bros. 3 en febrero de 1990, lo que alejó aún más las ventas del sistema de Sega. La propia Nintendo no pareció verse afectada por la entrada de Sega o NEC en el mercado de las consolas. El presidente de Sega, Hayao Nakayama, quería que la compañía desarrollara un personaje mascota icónico y construyera un juego en torno a él como un medio para desafiar a la propia mascota Mario de Nintendo. Al artista de la compañía Naoto Ohshima se le ocurrió el concepto de Sonic the Hedgehog, un personaje antropomórfico rápido con una «actitud» que atraería a los adolescentes e incorporaba el color azul del logo de Sega, y Yuji Naka ayudó a desarrollar el juego homónimo para mostrar el personaje, así como los gráficos y la velocidad de procesamiento del Génesis. El juego estuvo listo a principios de 1991 y se lanzó en Norteamérica en junio de 1991.
Por otra parte, Sega despidió a Katz y lo reemplazó con Tom Kalinske como nuevo director ejecutivo de Sega of America a mediados de 1990. Kalinske había sido presidente de Mattel y no tenía mucha experiencia en videojuegos, pero reconoció el modelo de navaja y cuchillas y desarrolló una nueva estrategia para el impulso de Sega para desafiar el dominio de Nintendo en Estados Unidos con cuatro decisiones clave, que incluían reducir el precio. del Genesis de $189 a $149, y continuar con las mismas agresivas campañas de marketing para hacer que el Genesis luzca «cool» sobre el NES y la próxima Super Nintendo Entertainment System (SNES) de Nintendo. Además, Kalinske presionó mucho para que los desarrolladores estadounidenses como Electronic Arts crearan juegos en el Génesis que se adaptaran mejor a las preferencias estadounidenses, en particular los juegos de simulación deportiva por los que la consola se había ganado una reputación. Finalmente, Kalinske insistió en hacer de Sonic the Hedgehog el juego incluido en el sistema después de su lanzamiento en junio de 1991, reemplazando a Altered Beast e incluso ofreciendo a aquellos que habían comprado un Genesis con Altered Beast un reemplazo de Sonic.
Bajo Kalinske, Sega también renovó su enfoque publicitario, apuntando a una audiencia más adulta joven, ya que Nintendo todavía estaba posicionando la SNES como una consola apta para niños. La publicidad se centró en Sonic, los juegos más atrevidos de la biblioteca de Genesis y su biblioteca más grande de juegos deportivos que atrajo a este grupo. Los anuncios de televisión del Génesis y sus juegos terminaron con el «Sega Scream», un personaje gritando el nombre «Sega» a la cámara en la toma final, que también se popularizó rápidamente.
Estos cambios, todos anteriores al lanzamiento previsto de SNES en Norteamérica en septiembre de 1991, dieron a Sega su primera victoria sobre Nintendo en el mercado estadounidense. Además, el recorte de precio a $149 hizo que el Genesis fuera una opción más barata que el precio planeado de $199 para la SNES, lo que llevó a muchas familias a comprar el Genesis en lugar de esperar por el SNES. Genesis tenía una biblioteca de juegos más grande para los EE. UU. con más de 150 títulos cuando se lanzó SNES junto con ocho juegos, y Sega continuó lanzando títulos que atrajeron la prensa continua durante todo el año, mientras que con SNES, su biblioteca de juegos generalmente era retrasado por los juegos emblemáticos de Mario y Zelda que solo salían una vez al año, junto con menos, lo que hacía que Genesis fuera una opción más deseable.
Nintendo, hasta 1991, había sido pasiva ante el enfoque de Sega en Norteamérica, pero a medida que se acercaba el lanzamiento de SNES, la compañía reconoció que estaban perdiendo terreno. La compañía cambió su publicidad en Norteamérica para centrarse en más funciones avanzadas de SNES que no estaban presentes en Genesis, como su Modo 7  para crear efectos de perspectiva 3D simulados. El envío inicial de un millón de unidades SNES se agotó rápidamente y a finales de 1991 se vendieron un total de 3,4 millones de SNES, un récord para el lanzamiento de una nueva consola, pero Genesis mantuvo fuertes ventas frente a SNES. La resistencia de Genesis frente a SNES llevó a varios de los desarrolladores externos de Nintendo a romper sus acuerdos de desarrollo exclusivos con Nintendo y buscar licencias para desarrollar también para Genesis. Estos desarrolladores incluyeron Acclaim, Konami, Tecmo, Taito y Capcom, el último de los cuales dispuso tener un mecanismo de licencia especial con Sega que les permitiera publicar títulos seleccionados exclusivamente para Genesis.
Durante este periodo, el impulso al marketing tanto por parte de Nintendo como de Sega propició el crecimiento de las revistas de videojuegos. Nintendo ya había establecido Nintendo Power en 1988 en parte para servir como guía de ayuda para los jugadores en sus títulos populares, y pudo utilizarlo aún más para publicitar SNES y sus próximos juegos. Muchos otros títulos crecieron a finales de los 80 y principios de los 90, dando a Sega la oportunidad de comercializar fuertemente sus juegos en estas publicaciones.

### La guerra se intensifica en 1992 y 1993
Nintendo reconoció públicamente que sabía que ya no estaba en la posición dominante en el mercado de consolas en 1992. Un año después del lanzamiento de la SNES, el precio de la SNES se redujo a 149 dólares para igualar al Génesis, al que Sega redujo el Génesis a 129 dólares poco después. La SNES se vio favorecida por la decisión de Capcom de mantener la exclusividad de su port base de su popular juego arcade de lucha Street Fighter II: The World Warrior para la SNES cuando se lanzó en junio de 1992. Mientras que la SNES vendió más que la Genesis en los EE. UU. en 1992. El Génesis todavía tenía una base instalada más grande. A principios de 1993, Genesis había capturado alrededor del 55% del mercado, un marcado contraste con 1990, cuando Nintendo había controlado el 90% del mercado.
El éxito de Street Fighter II como juego de arcade y como título de consola doméstica llevó al crecimiento del género de los juegos de lucha, al que siguieron numerosas variaciones de otros desarrolladores. De gran interés fue Mortal Kombat de Midway, lanzado a las salas de juegos en 1992. Comparado con la mayoría de los otros juegos de lucha en ese momento, Mortal Kombat era mucho más violento. El juego mostraba las salpicaduras de sangre de los combatientes durante el combate y permitía a los jugadores finalizar las partidas en «muertes» gráficamente intensas. Debido a su controvertido estilo y jugabilidad, el juego resultó extremadamente popular en las salas de juegos.
En 1993, tanto Nintendo como Sega reconocieron la necesidad de tener Mortal Kombat en sus consolas. Sin embargo, Nintendo, temiendo problemas con la violencia del juego, obtuvo la licencia de una versión «limpia» del juego de Acclaim para SNES. Lo que incluía reemplazar la salpicadura de sangre con sudor y eliminar las muertes antes mencionadas. Sega también obtuvo la licencia de una versión censurada del juego para Genesis. Sin embargo, los jugadores podían ingresar un código de trampa que devolvía el juego a su versión arcade original. Ambas versiones domésticas se lanzaron en septiembre y se vendieron aproximadamente 6,5 millones de unidades durante la vida útil del juego. Pero la versión Genesis fue más popular con entre tres y cinco veces más ventas que su contraparte de SNES.
La popularidad de la versión de consola doméstica de Mortal Kombat, junto con otros pánicos morales a principios de la década de 1990, generó preocupaciones entre padres, activistas y legisladores en los Estados Unidos, lo que condujo a las audiencias del Congreso de 1993 sobre videojuegos, celebradas por primera vez en diciembre. Dirigidos por los senadores Joe Lieberman y Herb Kohl, los Comités Senatoriales de Asuntos Gubernamentales y del Poder Judicial reunieron a varios de los líderes de la industria de los videojuegos, entre ellos Howard Lincoln, vicepresidente de Nintendo of America, y Bill White, vicepresidente de Sega of America, para Analice la forma en que comercializaron juegos como Mortal Kombat y Night Trap en consolas para niños. Tanto Lincoln como White acusaron a la empresa del otro de crear el problema que llevó a las audiencias. Lincoln afirmó que Nintendo había adoptado un enfoque curado al seleccionar juegos para sus consolas y que los juegos violentos no tenían lugar en el mercado. White respondió que Sega se dirigía deliberadamente a una audiencia mayor que Nintendo y había creado un sistema de clasificación para sus juegos que había estado tratando de alentar al resto de la industria a utilizar; Además, a pesar de la supervisión de Nintendo, White señaló que todavía había muchos títulos de Nintendo que incorporaban violencia. Sin que Lincoln ni White dieran mucho juego, Lieberman concluyó la primera audiencia con una advertencia de que la industria necesita unirse con algunos medios para regular los videojuegos o de lo contrario el Congreso aprobaría leyes para hacer esto por ellos.
En el momento de la segunda audiencia en marzo de 1994, la industria se había unido para formar la Interactive Digital Software Association (hoy Entertainment Software Association) y estaban trabajando para establecer la Entertainment Software Rating Board (ESRB), un panel de clasificación, que finalmente se introdujo en septiembre de 1994. A pesar de que Sega ofreció su sistema de clasificación como punto de partida, Nintendo se negó a trabajar con él porque todavía veía a Sega como su rival, lo que requería la creación de un sistema completamente nuevo. La ESRB finalmente estableció un formulario inspirado en el sistema de clasificación de películas de la Motion Picture Association of America (MPAA), y el comité quedó satisfecho con el sistema propuesto y permitió que la industria de los videojuegos continuara sin más regulaciones.

### La llegada de Sony y el fin de la guerra
En 1994 y 1995, hubo una contracción en la industria de los videojuegos, y NPD Group informó una caída interanual de ingresos del 17% y 19%. Si bien Sega había estado superando a Nintendo en 1993, todavía tenía deuda corporativa, mientras que Nintendo se mantuvo libre de deuda por tener una posición más dominante en el mercado mundial, incluso superando a Sega en el mercado norteamericano y estadounidense ganando la guerra de las consolas de 16 bits. Para seguir luchando contra Nintendo, la siguiente consola de Sega fue la Sega Saturn, lanzada por primera vez en noviembre de 1994 en Japón. Incorporó la tecnología utilizada por los juegos arcade de Sega que utilizaban gráficos poligonales en 3D, y los títulos de lanzamiento presentaban versiones caseras de estos juegos arcade, incluido Virtua Fighter. Si bien Virtua Fighter no era un juego incluido, las ventas del título fueron casi 1:1 con la consola en Japón. Sega, reconociendo que tenían numerosas consolas con juegos dispares que ahora intentaban soportar, decidió poner la mayor parte de su atención en la línea Saturn en el futuro, abandonando el soporte para Genesis a pesar de que sus ventas aún eran fuertes en los Estados Unidos. En el momento.
Al mismo tiempo, surgió un nuevo competidor en el mercado de las consolas, Sony Computer Entertainment, con el lanzamiento de la PlayStation en diciembre de 1994. Sega, consciente de la competencia potencial de Sony en Japón, se aseguró de tener suficientes Saturns listos para la venta ese día. La PlayStation se lanzó por primera vez para abrumar la oferta de Sony.
Tanto Sega como Sony se volcaron en trasladar estas unidades al mercado norteamericano. Con la formación de ISDA, una nueva feria norteamericana, se creó en 1995 la Electronic Entertainment Expo (E3) para centrarse en los videojuegos, para distinguirla de la Consumer Electronics Show (CES), que cubría todos los productos electrónicos domésticos. Nintendo, Sega y Sony dieron todo su apoyo al E3 en 1995. Sega creía que tenía una posición más fuerte en el E3 sobre Sony, ya que las publicaciones de juegos, comparando el Saturn con la PlayStation, calificaron al Saturn como el mejor sistema. En el primer E3 en mayo de 1995, Kalinske de Sega estrenó la versión norteamericana del Saturn, anunció sus diversas características y su precio de venta de 399 dólares, y dijo que, si bien se lanzaría oficialmente ese mismo día, ya habían enviado varios sistemas. a proveedores seleccionados para la venta. Olaf Olafsson de Sony Electronic Publishing comenzó a cubrir las funciones de PlayStation y luego invitó al escenario a Steve Race, presidente de Sony Computer Entertainment America. Race indicó el precio de lanzamiento de la PlayStation, «299 dólares», y luego se fue entre «un atronador aplauso». El recorte de precio sorpresa tomó a Sega con la guardia baja y, además de que varias tiendas retiraron a Sega de su línea debido a que fueron rechazadas de las primeras ventas de Saturn, el precio más alto les hizo más difícil vender el sistema. Cuando la PlayStation se lanzó oficialmente en los Estados Unidos en septiembre de 1995, sus ventas durante los primeros dos días excedieron lo que Saturn había vendido durante los cinco meses anteriores. Debido a que Sega había invertido mucho en Saturn en el futuro, la competencia de Sony afectó drásticamente las finanzas de la compañía.
En el caso de Nintendo, pasaron por alto la CPU de 32 bits y en su lugar su siguiente oferta fue la Nintendo 64, una consola con CPU de 64 bits lanzada por primera vez en junio de 1996. Si bien esto les dio capacidades potentes, como gráficos 3D para mantener y superar a los de Saturn y PlayStation, todavía era un sistema basado en cartuchos que limitaba la cantidad de información que se podía almacenar para cada juego. Esta decisión finalmente les costó a Square Soft, que trasladó su popular serie Final Fantasy a la línea PlayStation para aprovechar el mayor espacio en los medios ópticos. El primer juego de PlayStation de la serie, Final Fantasy VII, impulsó las ventas de PlayStation, debilitando aún más la posición de Nintendo y expulsando a Sega aún más del mercado.
En este punto, la guerra de consolas entre Nintendo y Sega se había evaporado, y ambas compañías ahora enfrentaban a Sony como su rival. Sega fabricó una consola más, la Dreamcast, que tenía una serie de características innovadoras, incluido un módem incorporado para conectividad en línea, pero la vida útil de la consola duró poco en parte debido al éxito del siguiente producto de Sony, la PlayStation 2, actualmente siendo la consola doméstica más vendida de todos los tiempos. Sega abandonó el negocio de hardware de consolas domésticas en 2001 para centrarse en el desarrollo y la concesión de licencias de software. Nintendo sigue siendo un actor clave en el negocio de las consolas domésticas, pero más recientemente ha adoptado una «estrategia de océano azul» para evitar competir directamente con Sony o Microsoft característica por característica con consolas como Wii, Nintendo DS y Nintendo Switch.

### Legado
La guerra de las consolas Sega/Nintendo es el tema de la novela de no ficción Console Wars de Blake Harris en 2014, así como de una adaptación cinematográfica/documental del libro en 2020. Desde entonces, Sega y Nintendo han colaborado en varios títulos de software. Sega ha desarrollado una serie bienal de juegos deportivos Mario & Sonic en los Juegos Olímpicos basada en los Juegos Olímpicos de verano e invierno desde 2008 con personajes de las series Super Mario y Sonic, mientras que Nintendo ha desarrollado la serie de lucha cruzada Super Smash Bros. para numerosas propiedades de Nintendo que ha incluido a Sonic como personaje jugable junto con otros personajes de Sonic en roles secundarios desde Super Smash Bros. Brawl.

## Sony contra Microsoft

### Fondo

Logo de Xbox
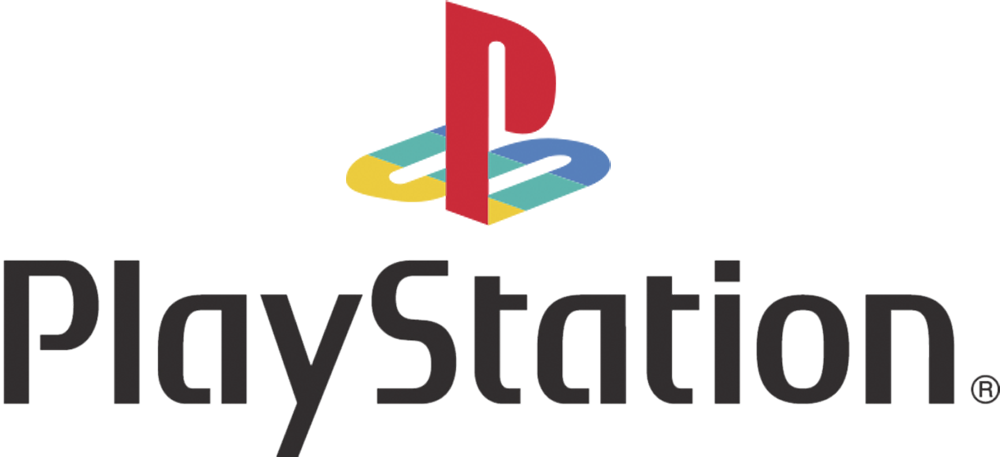
Logo de PlayStation

Desde la sexta generación, tanto Sony como Microsoft han sido competidores directos en consolas domésticas. Desde 2000, ambas compañías han lanzado un nuevo modelo de consola con un año de diferencia con especificaciones aproximadamente comparables. Debido a que el hardware de la consola no tiene ventajas técnicas distintas, las dos compañías compiten más creando un entorno de consola único a través de servicios en línea y ofreciendo juegos exclusivos para consola de sus estudios propios y de estudios de terceros. Si bien Nintendo también ha seguido siendo un competidor importante para ambas compañías, su estrategia de desarrollo y marketing utilizando el enfoque del «océano azul» se considera fundamentalmente diferente de Sony o Microsoft, ya que generalmente no se la considera un participante importante en la guerra de las consolas. Hoy en día, es la guerra de consolas en curso más evidente, con Sony y Microsoft controlando el 72% de la cuota de mercado de las consolas de juegos.

### Desafío inicial de Microsoft

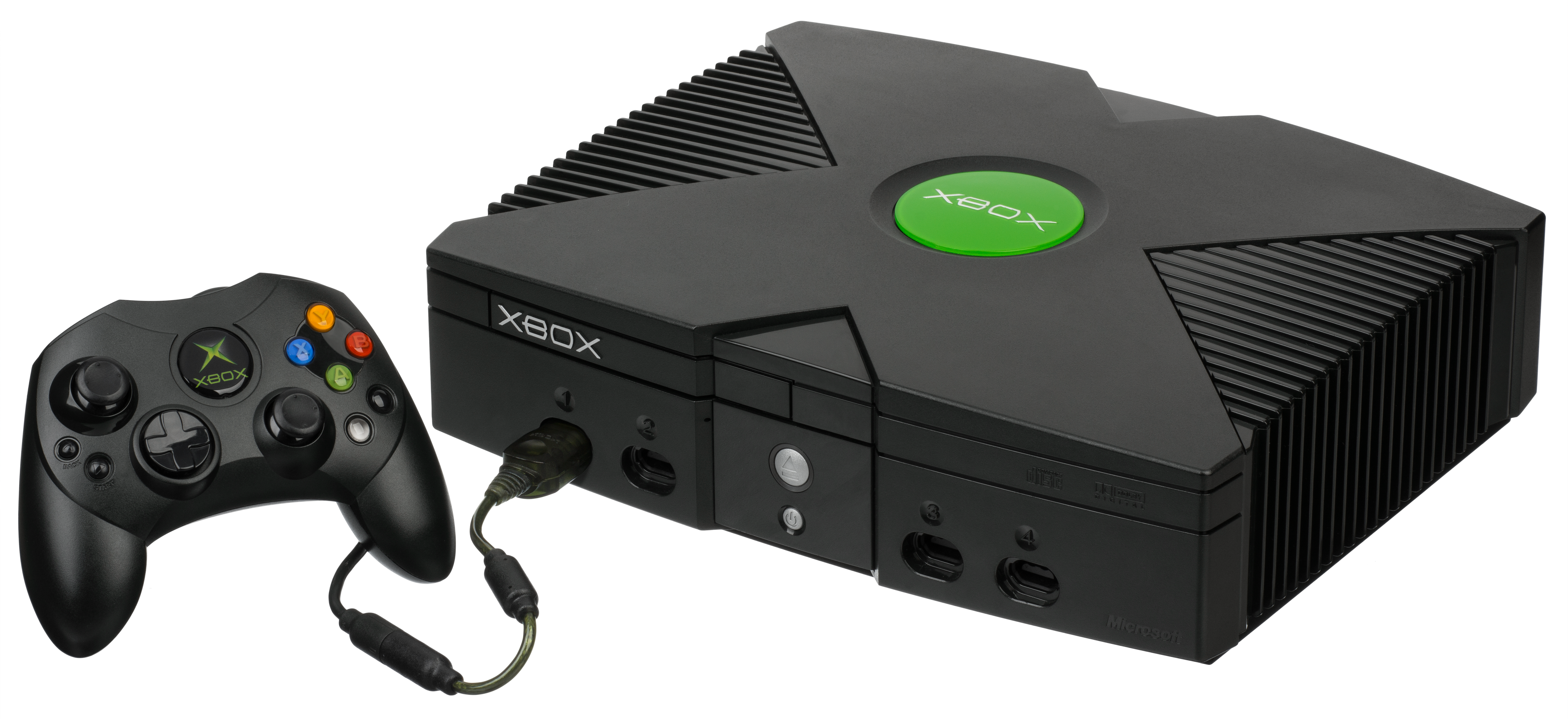
Xbox
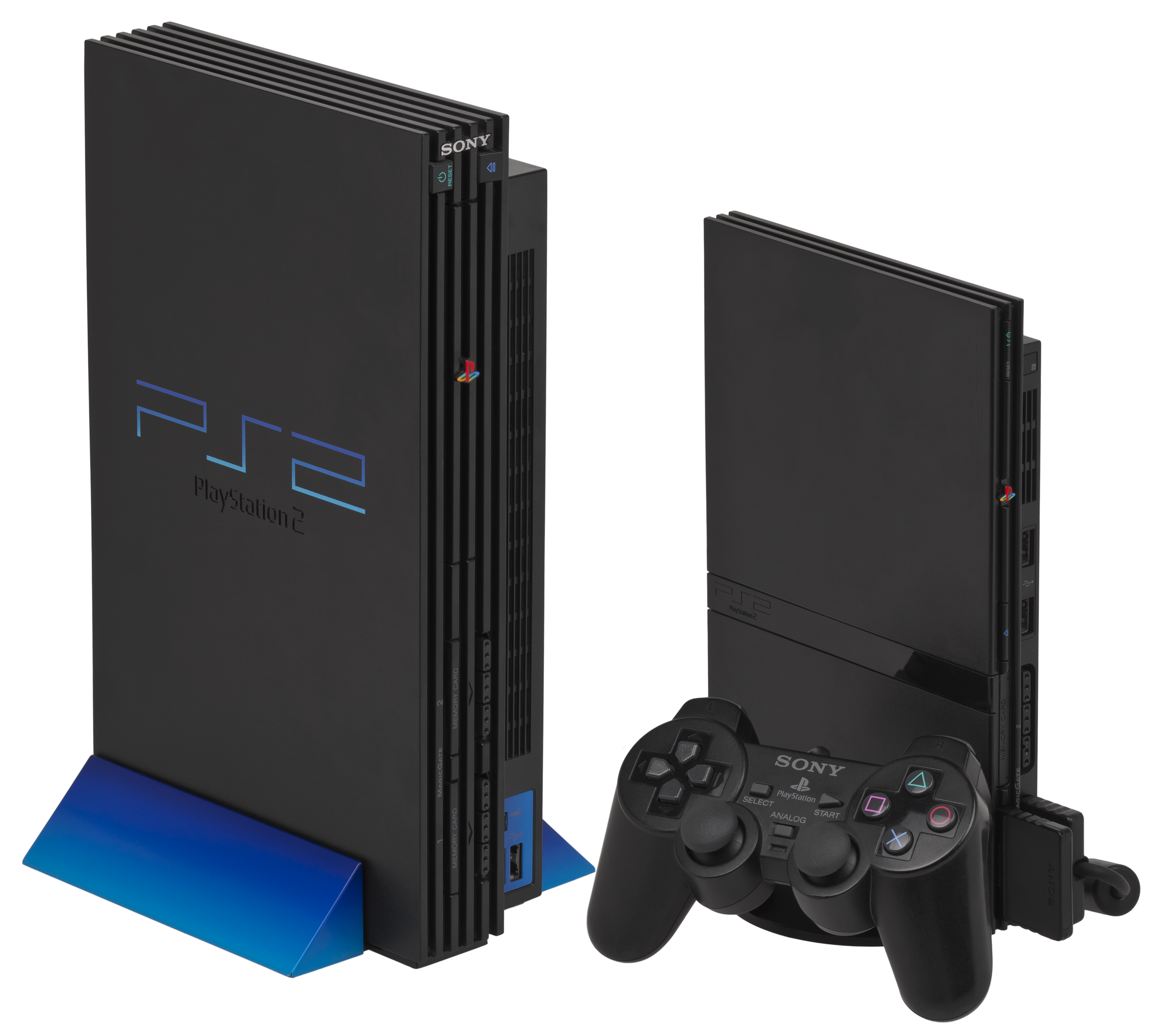
PlayStation 2

Microsoft ingresó específicamente al mercado de las consolas con la consola Xbox en 2001, ya que vio la PlayStation 2 de Sony como un competidor potencial para la computadora doméstica como un dispositivo omnipresente en la sala de estar. Mientras que la PlayStation 2 se desarrolló principalmente a partir de componentes personalizados, Microsoft abordó la Xbox como una computadora personal altamente refinada basada en Microsoft Windows y tecnología DirectX. La Xbox original no compitió bien con la PlayStation 2, vendiendo sólo alrededor de 24 millones de unidades en todo el mundo frente a los 155 millones de la PlayStation 2, y según se informa, Microsoft no obtuvo ganancias con el hardware de la consola. No obstante, Microsoft, satisfecho con el rendimiento general de la Xbox, reafirmó su compromiso con el mercado de las consolas con la presentación de la Xbox 360 en 2005.

### Xbox 360 vs PlayStation 3

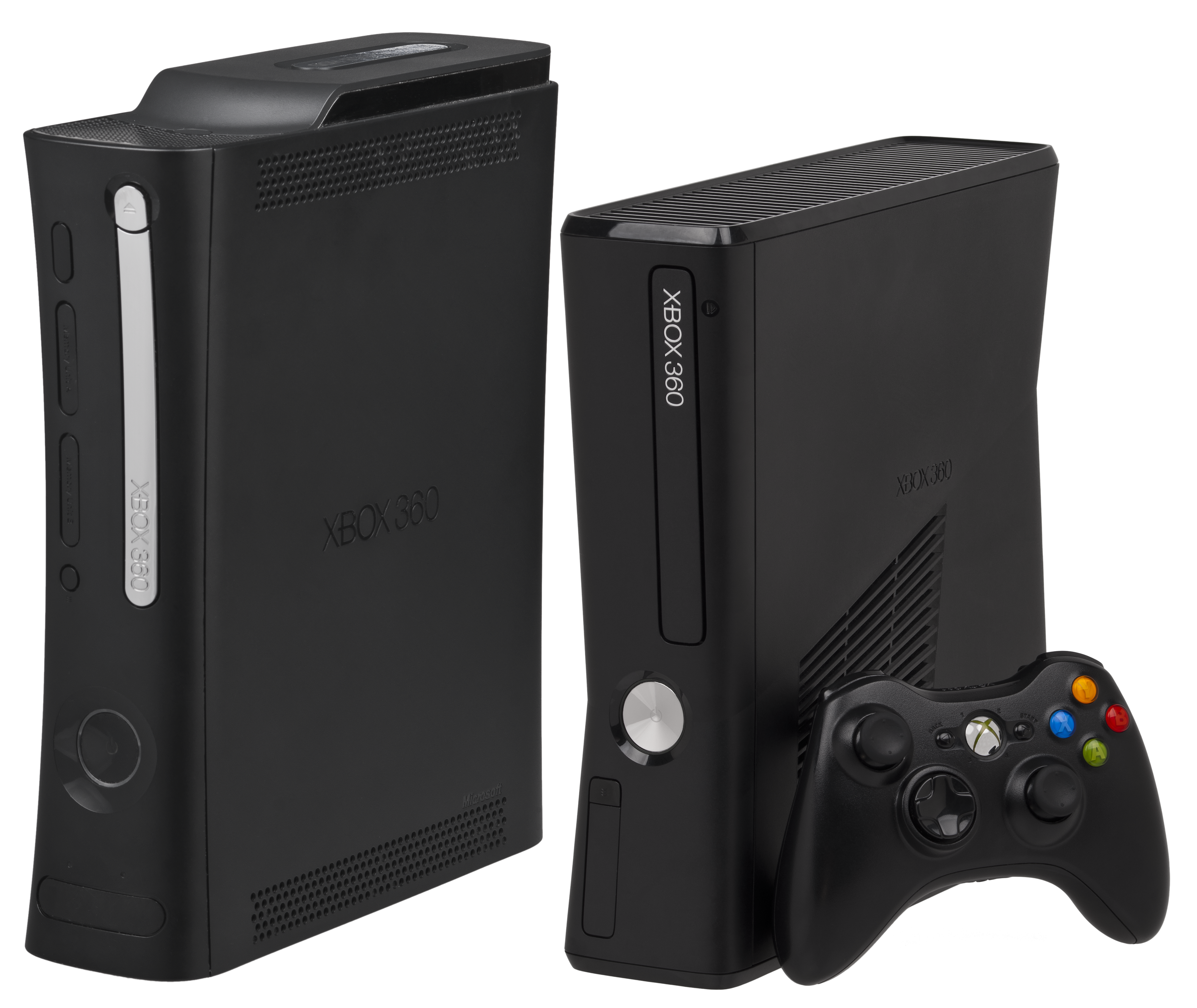
Xbox 360
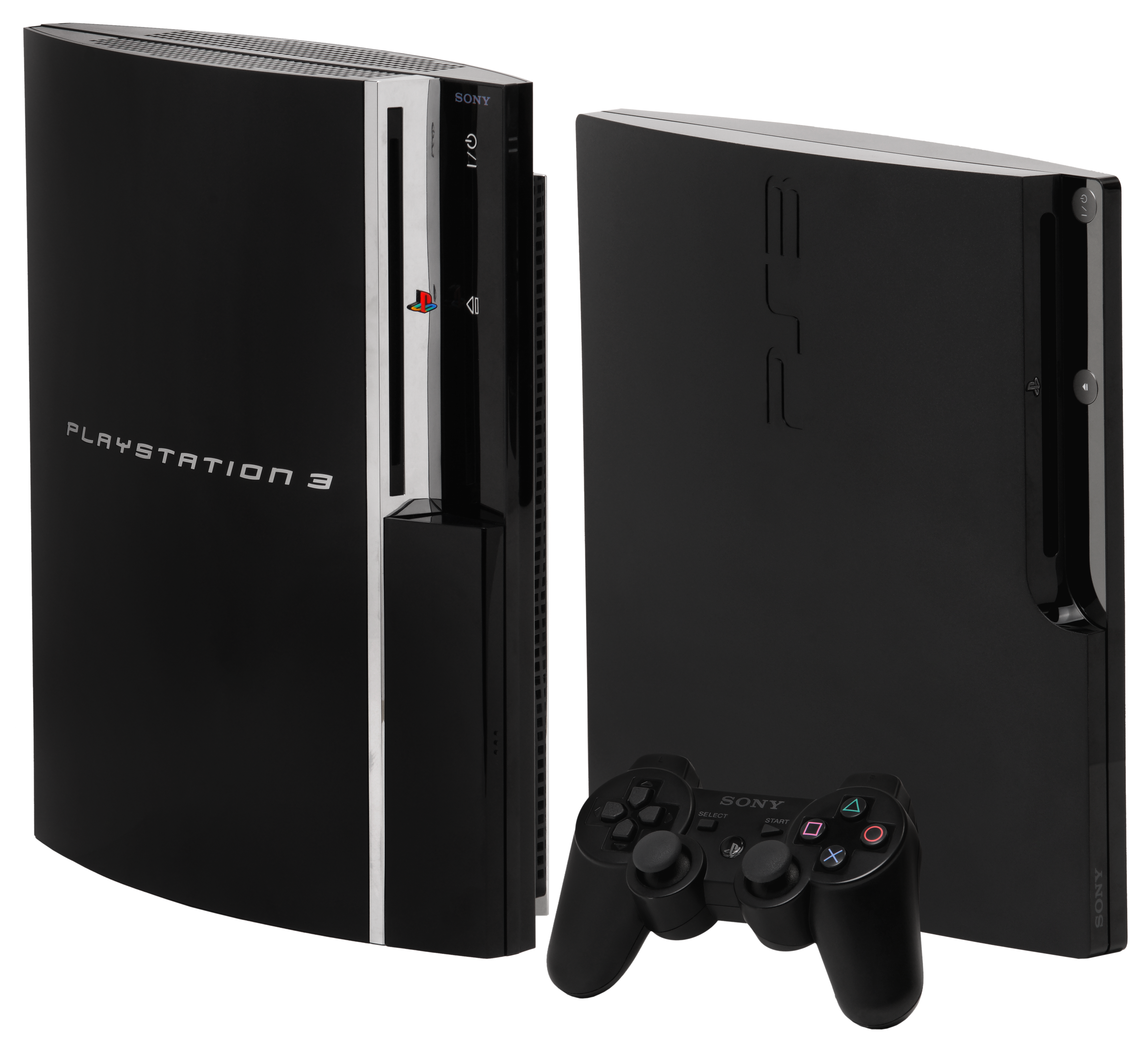
PlayStation 3

Microsoft pudo llevar las lecciones aprendidas de la primera Xbox a su segundo modelo, la Xbox 360 lanzada en 2005, superando el lanzamiento de la PlayStation 3 de Sony en 2006. Además del lanzamiento anterior y un diseño mejorado, Microsoft había conseguido más desarrolladores propios en su Microsoft Game Studios, imitando a los propios desarrolladores propios de Sony, así como a otros desarrolladores externos para varias exclusivas de consola. La PlayStation 3, por otro lado, tenía menos exclusivas en el lanzamiento y se vio obstaculizada por un precio más alto en el lanzamiento, lo que le dio a la Xbox 360 una ventaja en los primeros años de lanzamiento. Ambas consolas tenían como objetivo incluir funciones multimedia en la reproducción de películas de alta definición. Un error que cometió Microsoft fue respaldar el estándar HD DVD para la reproducción de películas en lugar del estándar Blu-ray que Sony había seleccionado, ya que poco después del lanzamiento de Xbox 360, la industria cinematográfica había estandarizado el Blu-ray. La Xbox 360 también sufrió el «Anillo Rojo de la Muerte», un fallo de hardware en una gran fracción de los modelos minoristas que le costó a Microsoft más de 1.100 millones de dólares en reparaciones durante la vida útil de la consola.
Ambas consolas fueron desafiadas por la Wii de Nintendo y específicamente por su novedoso dispositivo de detección de movimiento de Wii Remote. Para competir, tanto Microsoft como Sony lanzaron sus propios sistemas de detección de movimiento, Kinect y PlayStation Move, respectivamente, para sus consolas. Las compañías también lanzaron actualizaciones de consolas de media generación. Microsoft lanzó una Xbox 360 S de bajo costo, enviada con menos espacio de almacenamiento interno, así como una Xbox 360 E de alta gama, enviada con más espacio de almacenamiento y el sensor Kinect. Sony lanzó dos modelos Slim diferentes de PlayStation 3 que redujeron el tamaño del sistema y el precio minorista posterior, lo que ayudó a mejorar las ventas. En última instancia, la Xbox 360 vendió aproximadamente 84 millones de unidades, según estimaciones de la industria cuando Microsoft dejó de informar sus ventas, mientras que la PlayStation 3 vendió 87 millones de unidades; la Wii vendió comparativamente más de 101 millones de unidades.

### Xbox One vs PlayStation 4

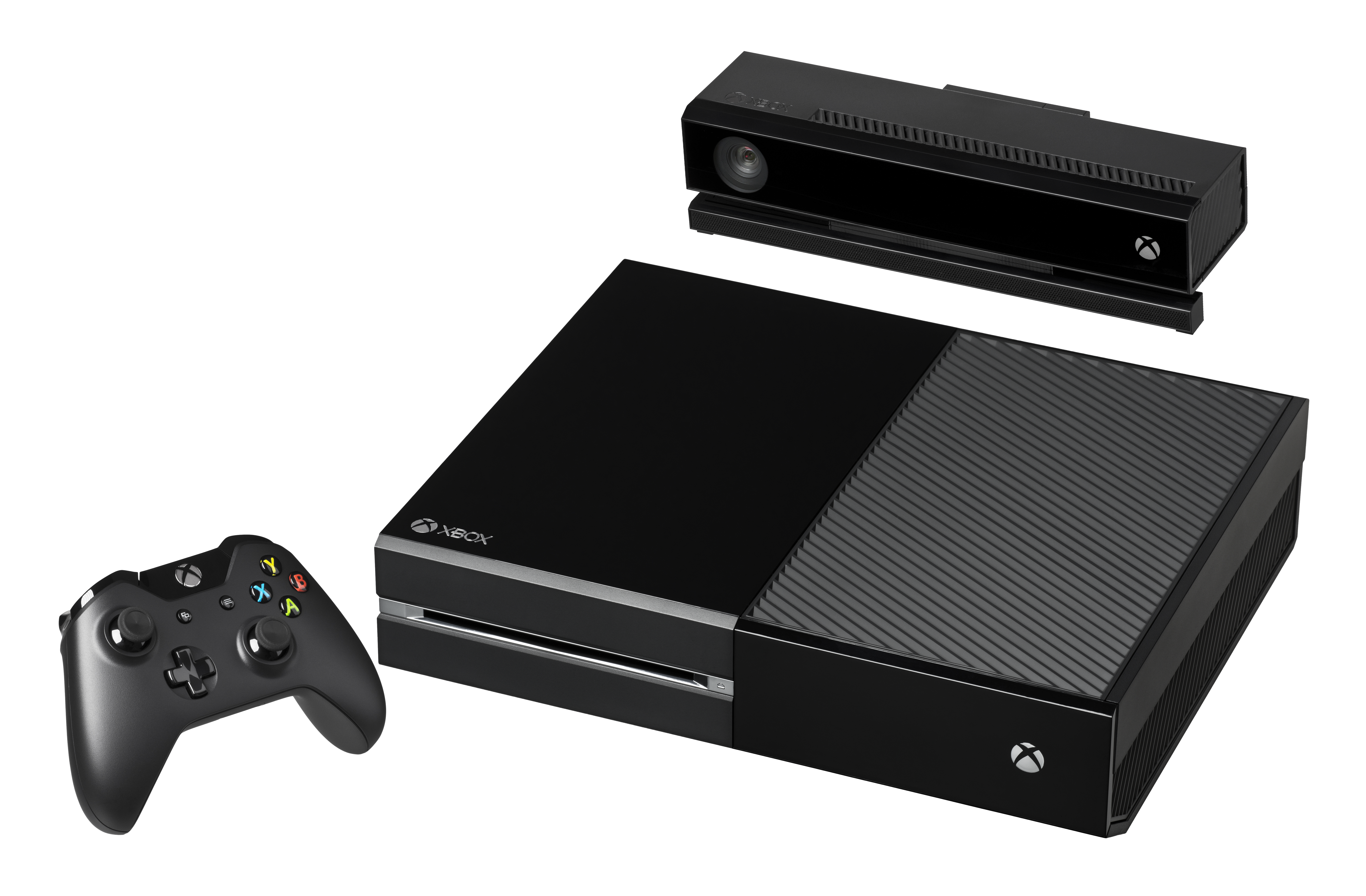
Xbox One
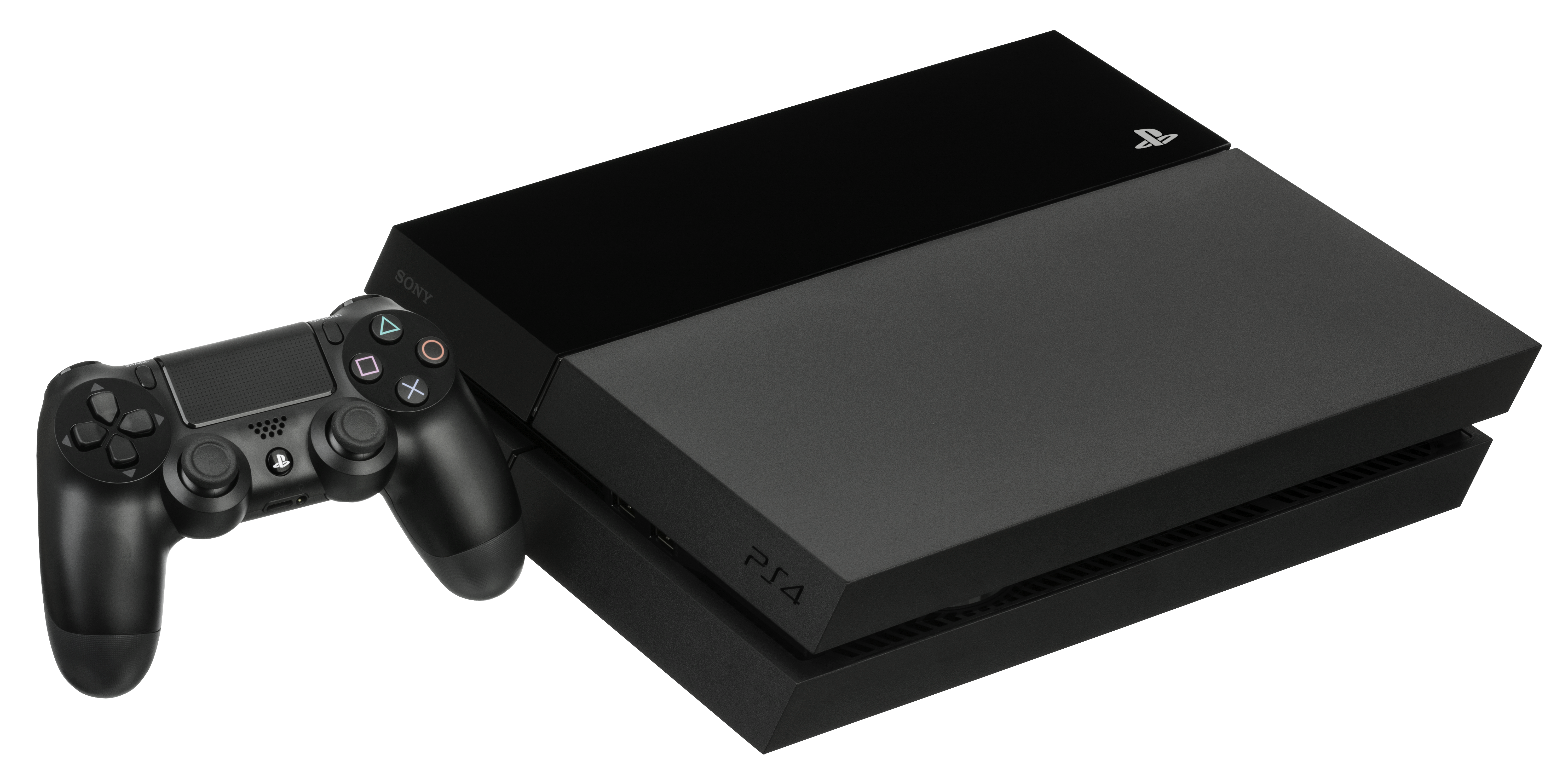
PlayStation 4

Sony y Microsoft lanzaron sus próximas consolas, PlayStation 4 y Xbox One, en 2013. Para Sony, consideraron las dificultades que tenían los desarrolladores al usar el conjunto de instrucciones personalizado para el procesador Cell en PlayStation 3, y reestructuraron la PlayStation 4 para utilizar más el conjunto de instrucciones x86 más estándar utilizado por la mayoría de las computadoras personales, lo que ayuda a acercar el desarrollo a la convergencia con los sistemas informáticos. Inicialmente, Microsoft quería impulsar la Xbox One como reemplazo de un decodificador de cable en la sala de estar como una fuente única de entretenimiento con funciones orientadas a ver televisión además de jugar. Para lograr esto, la Xbox One debía enviarse con Kinect y debía utilizar una conexión a Internet siempre activa para habilitar numerosas funciones, como la posibilidad de compartir juegos con otros miembros de la familia. Sin embargo, cuando estas funciones se promocionaron por primera vez, hubo una fuerte reacción de periodistas y consumidores, considerándolas funciones innecesarias que invadían la privacidad. Microsoft tuvo que eliminar muchas de estas funciones de Xbox One antes del lanzamiento, como eliminar el requisito de estar siempre conectado y la necesidad de usar Kinect. Sony aprovechó la oportunidad en el marketing de PlayStation 4 para aprovechar los errores de Microsoft, como demostrar la simplicidad de compartir juegos simplemente pasando el medio físico a otra persona, así como su precio más bajo. Si bien Microsoft pudo corregir el rumbo de la Xbox One después del lanzamiento, Sony había ganado suficiente terreno con las capacidades de la PlayStation 4 junto con una sólida biblioteca de títulos exclusivos para la consola, y la PlayStation 4 vendió más que la Xbox One, 117 millones de unidades a 52 millones de unidades. La Xbox One fue en última instancia la más cara de las dos, sin embargo, los precios de ambas consolas eran altos en comparación con el mercado histórico de consolas, marcando una tendencia hacia consolas cada vez más caras.

### Xbox Series X y Series S vs PlayStation 5

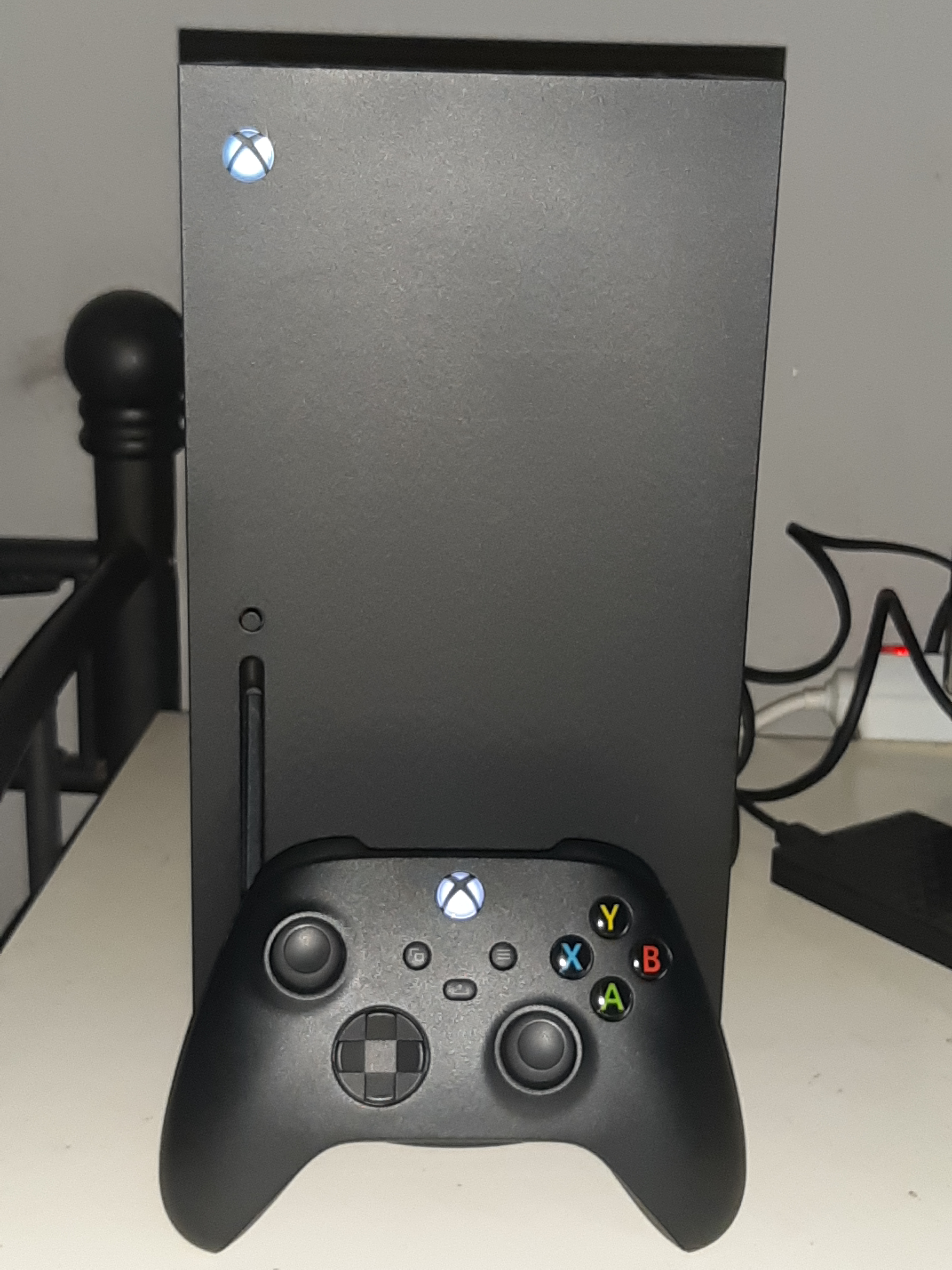
Xbox Series X
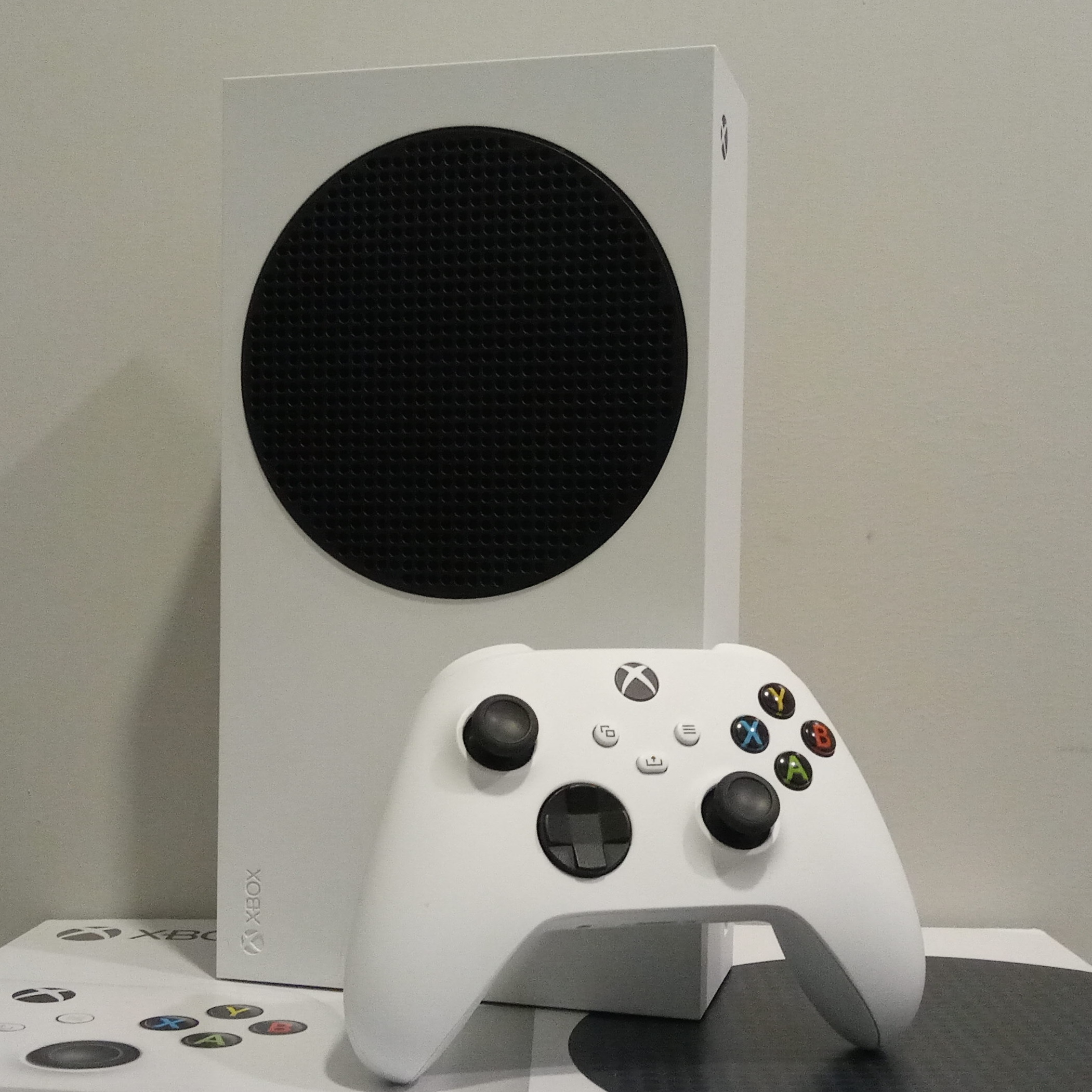
Xbox Series S
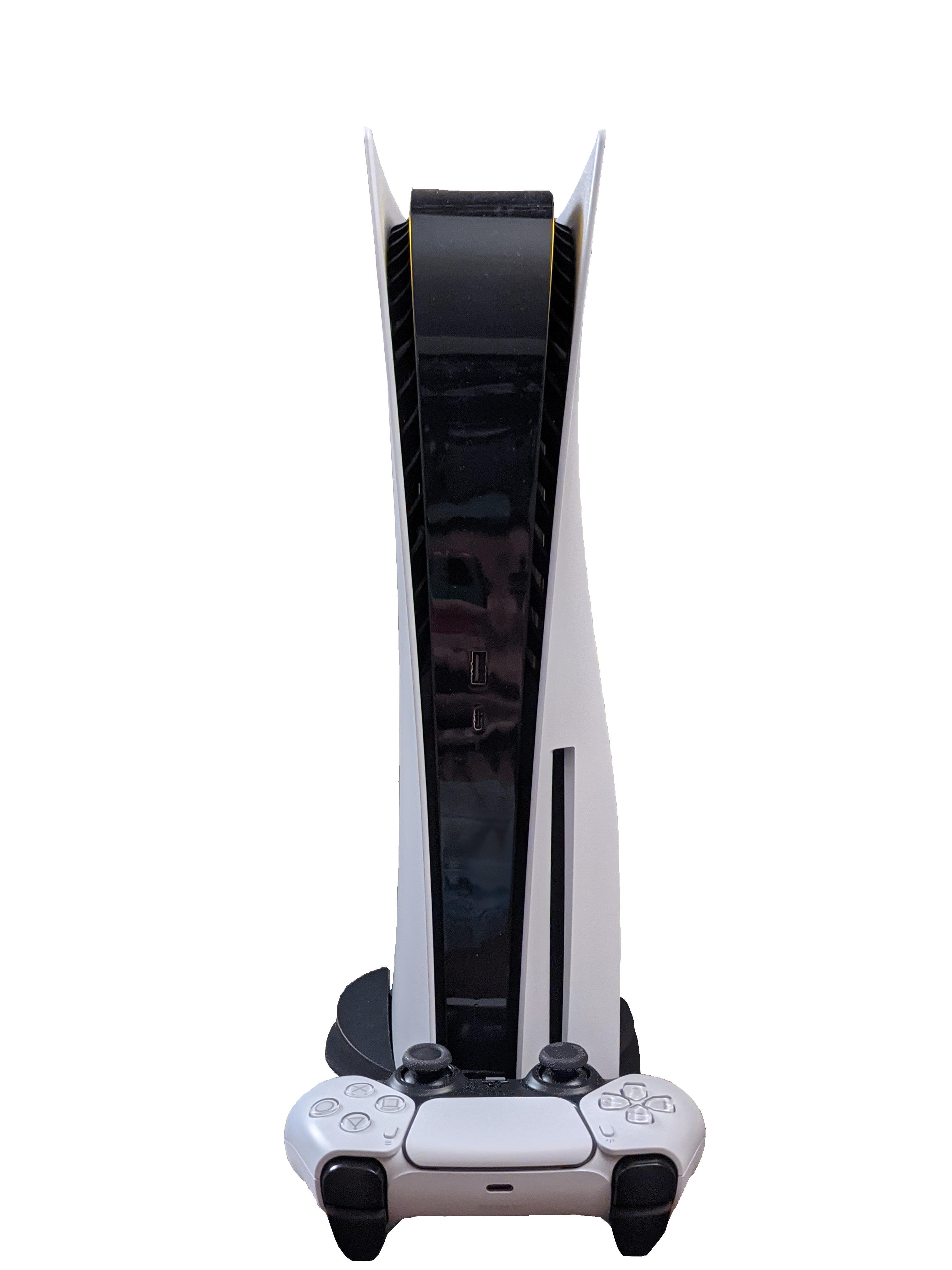
PlayStation 5

Ambas compañías lanzaron sus próximas consolas en 2020, la PlayStation 5 y la Xbox Series X y Series S. Ambas familias de consolas representan mejoras tecnológicas con especificaciones objetivo similares, que incluyen alta resolución y altas velocidades de fotogramas, almacenamiento interno de alta velocidad y compatibilidad con sistemas anteriores. Más recientemente, Microsoft ha ampliado la oferta de juegos más allá de las consolas, como Xbox Game Pass y el servicio de transmisión de juegos xCloud, para alejarse de una mentalidad de guerra de consolas. Phil Spencer, director de Xbox de Microsoft, afirmó que ven a Xbox compitiendo con Netflix y otros servicios de transmisión en línea compitiendo por opciones de entretenimiento, en lugar de Sony. De manera similar, Sony lanzó un enfoque más intenso en los servicios de transmisión. Por ejemplo, en 2020, se lanzó un «control remoto multimedia» que anunciaba «el control sin esfuerzo de una amplia gama de entretenimiento de gran éxito en la PS5».
Sin embargo, en términos de ventas, esta fue la primera «guerra de consolas» que ni Sony ni Microsoft ganaron desde 2006, ya que Nintendo Switch, lanzado en 2017, superó tanto a la PS5 como a la Xbox Series X|S con la friolera de 132 millones vendidos frente a los 40 millones vendidos por Sony y los 20 millones de Microsoft. Además, ha habido rumores de que ambas compañías lanzarán más consolas en el futuro, y un ejecutivo de Sony afirmó que saldrán más consolas en un ciclo de seis a siete años. Microsoft va un paso más allá afirmando que tiene consolas que «no saldrán a la luz hasta dentro de muchos años».
Con la adquisición de ZeniMax Media por parte de Microsoft en 2021 y una adquisición planificada de Activision Blizzard, anunciada en enero de 2022 y que se espera que se cierre en 2023, creció el potencial de escalada en la guerra de consolas Sony/Microsoft, ya que Microsoft podría potencialmente fabricar los juegos de Bethesda Softworks y Activision Blizzard como exclusivo de la línea Xbox. La propiedad potencial de Microsoft de la serie Call of Duty se había convertido en el foco de las preocupaciones de Sony sobre la adquisición. Si bien Microsoft se ha comprometido por escrito a Sony a mantener la serie Call of Duty en las consolas PlayStation durante varios años, Sony ha expresado su preocupación de que esto no sea adecuado y de que Microsoft haga que la serie sea exclusiva de Xbox después de ese período. Mientras las agencias reguladoras consideraban estas posiciones, Microsoft declaró que habían estado perdiendo la guerra de las consolas contra Sony desde 2001, habiendo estado siempre en una posición de ventas más débil frente a la línea PlayStation.

## Otras guerras de consolas

### Consolas portátiles de los años 90
Varias consolas portátiles importantes salieron al mercado con aproximadamente un año de diferencia entre sí: Game Boy de Nintendo, Game Gear de Sega y Atari Lynx. Mientras que Game Boy usaba una pantalla monocromática, tanto Game Gear como Lynx tenían pantallas a color. Como estos lanzamientos portátiles coincidieron con la guerra de consolas Sega contra Nintendo, también estuvieron sujetos a un intenso marketing y publicidad para tratar de atraer a los consumidores. Sin embargo, Game Boy finalmente ganó en esta batalla, vendiendo más de 118 millones de unidades durante su vida útil (incluidas sus revisiones futuras) en comparación con los 10 millones de Game Gear y los 3 millones de Lynx. La Game Boy se vendió inicialmente por 50 dólares o más menos que sus competidores y tenía una biblioteca de juegos más grande, incluida la que se considera la aplicación principal de la computadora de mano, Tetris, que atrajo a los no jugadores a comprar la computadora de mano para jugar.

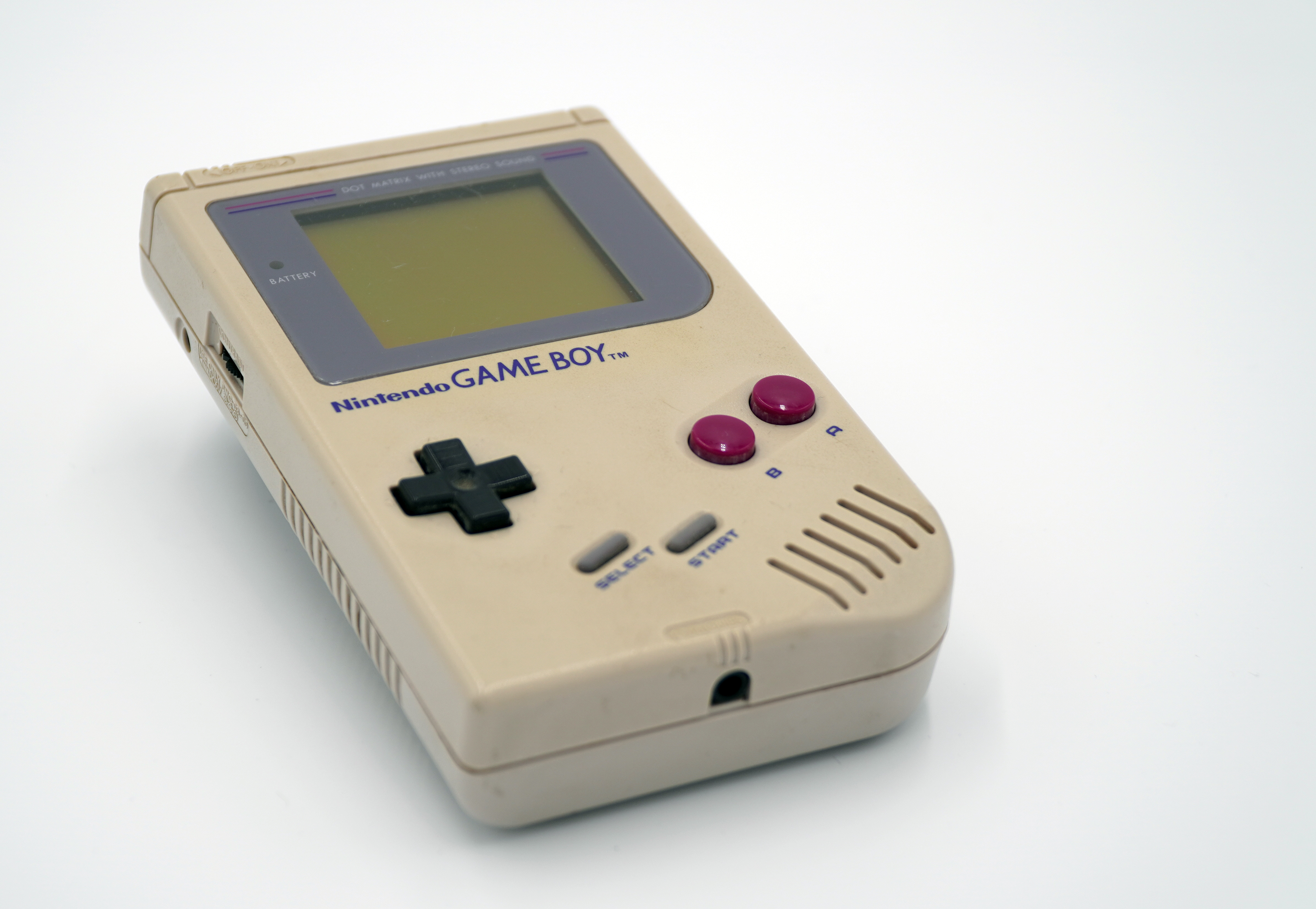
Game Boy
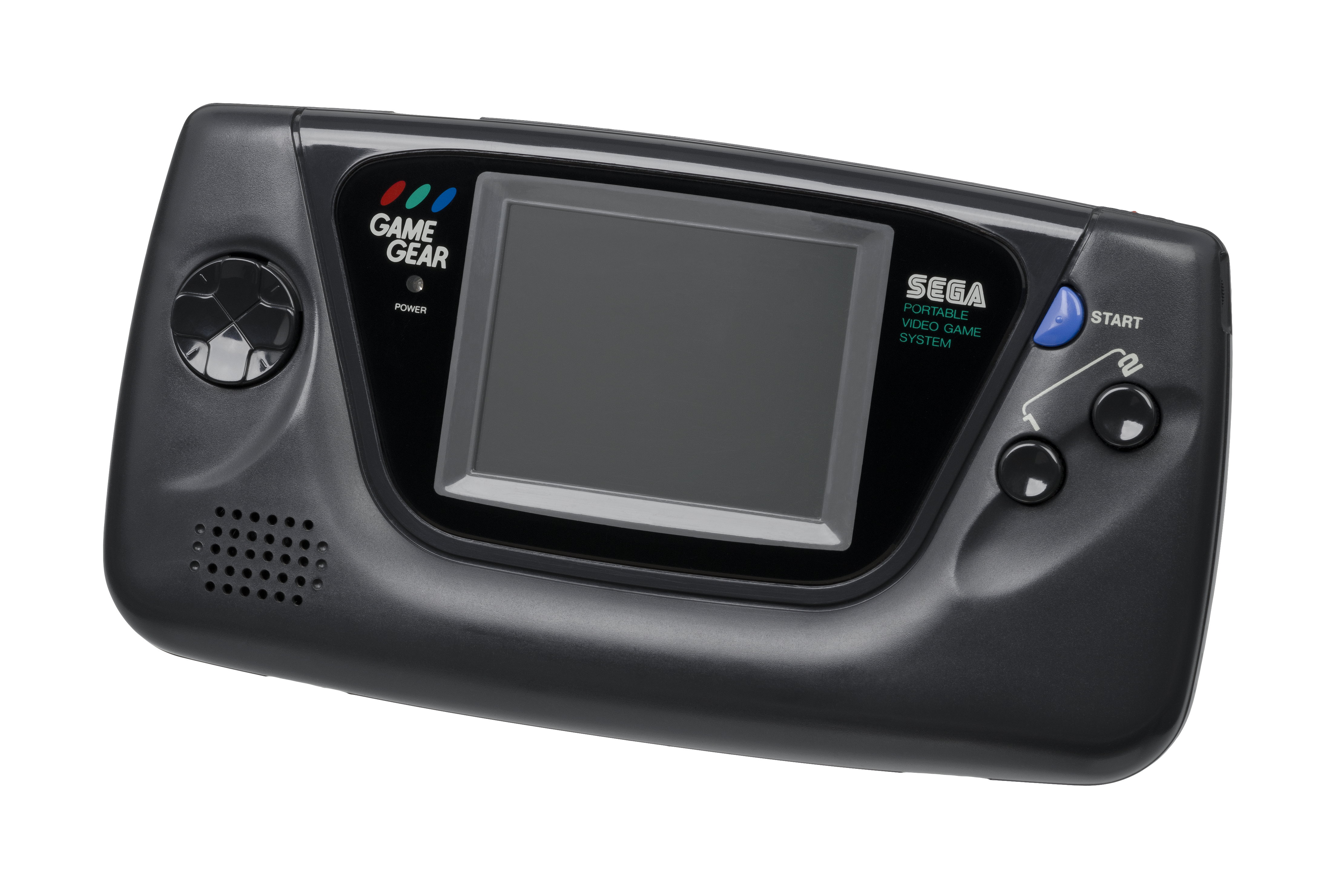
Game Gear
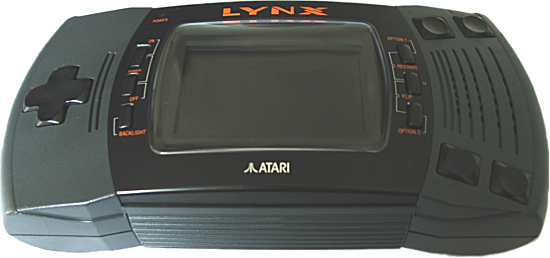
Atari Lynx